# Croton eluteria
La cascarilla, carcanapire, corteza eluteriana, chacarilla o quina aromática (Croton eluteria) es natural de Centroamérica, especialmente en El Salvador, Bahamas,  Cuba, República Dominicana, Haití; llegando hasta Perú y Paraguay.

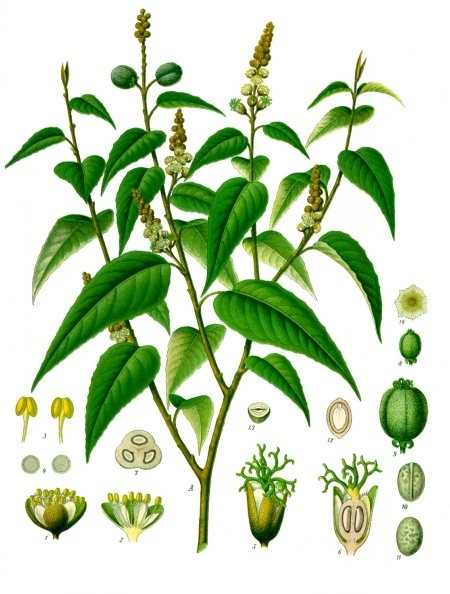
Ilustración

## Descripción
Es un pequeño árbol que alcanza los 7 m de altura. Su tronco está cubierto por una corteza quebradiza con aroma semejante al almizcle. Las hojas son de color verde y miden 3 cm de longitud, son alternas, ovadas-lanceoladas con peciolos cortos. Las flores se agrupan en racimos terminales y son de color blanco. El fruto es una cápsula mayor que un guisante.

## Características
- Es tónico amargo indicado en flatulencia, indigestión y diarrea
- Posee características similares a la quina aunque en dosis elevadas produce dolor de cabeza, náuseas e insomnio.
- La tintura de la corteza se utiliza como tónico y estimulante, y reduce la fiebre.
- La corteza también se utiliza para dar sabor a los licores Campari y Vermouth.[1]

Los componentes químicos
La corteza contiene en cualquier lugar entre 1 y 3% de aceites volátiles, una serie única de compuestos diterpenoides llamadas cascarillina, ligninas, taninos  y resinas. También hay una larga lista de  compuestos aromáticos terpénicos y diterpenos, incluyendo pineno, vainillina, D-limoneno, y thujene.

## Taxonomía
Croton eluteria fue descrita por (L.) W.Wright y publicado en London medical journal 8: 249. 1787.
Etimología
Croton: nombre genérico que procede del griego kroton, que significa garrapata, debido a que sus semillas asemejan este ácaro.
eluteria: epíteto que se refiere a un sinónimo de Croton.
Sinonimia
- Clutia decandra Crantz
- Clutia eluteria L.
- Croton cascarilloides Geiseler
- Croton eluteria Benn.
- Croton eluteria subsp. homolepidus (Müll.Arg.) Borhidi
- Croton homolepidus Müll.Arg.
- Oxydectes cascarilloides Kuntze
- Oxydectes eluteria (L.) Kuntze
- Oxydectes homolepida (Müll.Arg.) Kuntze[4]